# Дигоксин
Дигоксин (Lanoxin; Digitalis) — лікарський засіб з групи серцевих глікозидів.
Найчастіше використовується при фібриляції передсердь, тріпотіння передсердь, серцевій недостатності. Дигоксин є одним з найдавніших препаратів, що використовуються в області кардіології. Він працює шляхом збільшення скорочувальної здатності міокарда, збільшення ударного об'єму та артеріального тиску, зменшення частоти серцевих скорочень і дещо подовження часових рамок скорочення.  Дигоксин приймають всередину або шляхом ін'єкції у вену. Період напіврозпаду дигоксину становить приблизно 36 годин при застосуванні в середніх дозах пацієнтам з нормальною функцією нирок. Виводиться в основному в незміненому вигляді з сечею.
Таблетки та розчин для ін'єкцій.

## Фармакотерапевтична група
Кардіотонічні препарати. Серцеві глікозиди. Глікозиди наперстянки. Код АТС C01A A05.

## Фармакологічні властивості
Дигоксин належить до групи серцевих глікозидів, має селективний вплив на серце, зумовлений присутністю в молекулі безцукристої частини — аглікону. Дигоксин блокує транспортну Na+/K+ — АТФазу, внаслідок чого зростає вміст Na+ у кардіоміоциті, що приводить до відкриття кальцієвих каналів і входженню Са2+ до кардіоміоциту. Це, в свою чергу, приводить до інгібування тропонінового комплексу, що пригнічує вплив на взаємодію актину та міозину. Систола стає коротшою та енергетично економічною, тонус міокарда зростає. Препарат збільшує рефрактерність атріовентрикулярного вузла, що приводить до уповільнення частоти серцевих скорочень (ЧСС), подовжує діастолу, поліпшує внутрішньосерцеву та системну гемодинаміку. Виявляє помірну діуретичну дію. Специфічна кардіотонічна дія при пероральному прийманні, як правило, спостерігається через 1–2 год з максимумом у межах 8 год.

## Фармакокінетика
При пероральному прийомі внутрішньо добре всмоктується із шлунково-кишкового тракту. Зв'язування з білками плазми крові відносно мале. Абсорбція при пероральному прийомі варіабельна, залежить від моторики шлунково-кишкового тракту, від супутнього прийому їжі, від взаємодії з іншими лікарськими засобами. Для дигоксину біодоступність — 60–80 %, початок дії — 0,5–2 год, максимум дії — 6 год. При нормальній кислотності шлункового соку руйнується незначна кількість дигоксину, при гіперацидних станах може руйнуватися більша його кількість. Для повної абсорбції потрібна достатня експозиція в кишечнику: при зниженні моторики шлунково-кишкового тракту біодоступність препарату максимальна, при посиленій перистальтиці мінімальна. Здатність накопичуватися в тканинах (кумулювати) пояснює відсутність кореляції на початку лікування між вираженістю фармакодинамічного ефекту і концентрацією його в плазмі крові. Період напіввиведення — 30–40 год. При незначній нирковій недостатності зниження ниркового виведення дигоксину компенсується за рахунок печінкового метаболізму до неактивних сполук. Оптимальна концентрація дигоксину в плазмі крові через 6 год після введення становить 1–2 нг/мл, вищі концентрації — токсичні. Виводиться нирками (30 %).

## Показання
Хронічна серцева недостатність; надшлуночкові аритмії (пароксизмальна та постійна форми миготливої аритмії, тріпотіння передсердь, суправентрикулярна тахікардія); в педіатричній практиці — всі види серцевої недостатності, що супроводжуються тахікардією та потребують швидкої дигіталізації.